# Сімон Терн
Йоган Сімон Терн (швед. Johan Simon Thern, нар. 18 вересня 1992, Вернаму, Швеція) — шведський футболіст, центральний півзахисник клубу «Гетеборг».
Грав також у складі молодіжної та національної збірних Швеції.

## Ігрова кар'єра

### Клубна

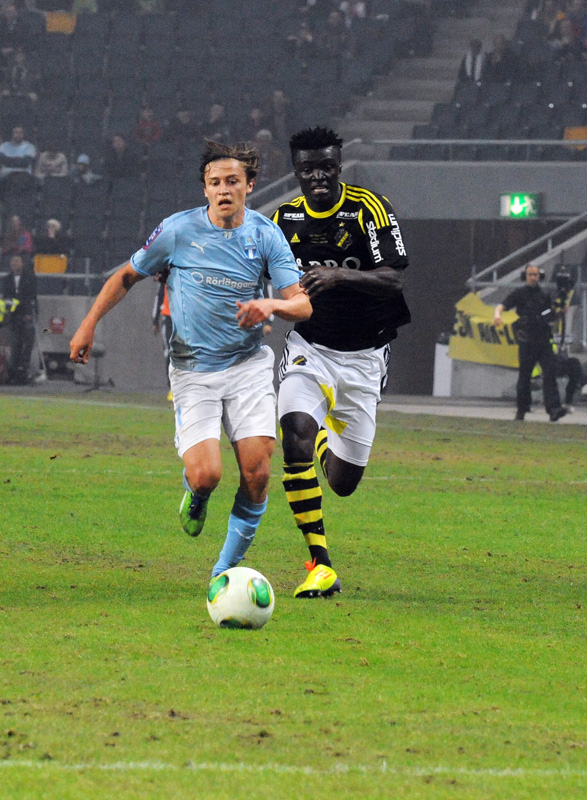
Сімон Терн у складі «Мальме» під час матчу проти АІКа

Сімон Терн народився у місті Вернаму і почав грати у футбол у місцевому клубі «ІФК Вернаму». Уже в 2010 році «Гельсінгборг» запросив до своїх лав молодого футболіста. Але перший сезон Терн залишався у «ІФК Вернаму» на правах оренди. Свою першу гру у складі «Гельсінгборга» Терн провів у квітні 2011 року. Коли наприкінці 2011 року контракт Терна з клубом добігав кінця, футболіст відмовився продовжувати термін контракту і уклав угоду з «Мальме».
З «Мальме» Терн виграв два чемпіонських титули і два суперкубка Швеції. Також брав участь у матчах кваліфікації Ліги Європи.
У 2015 році Сімон Терн перебрався в нідерландський чемпіонат — у клуб «Геренвен». Але результати шведа не переконали керівництво клубу в необхідності продовження співпраці і спочатку Терн повернувся до Швеції на правах оренди до столичного АІКа, а з 2018 року підписав повноцінний контракт з «Норрчепінгом».
У лютому 2021 року стало відомо, що Сімон Терн уклав дворічну угоду з клубом Аллсвенскан «Гетеборгом».

### Збірна
Сімон Терн грав з юнацькі та молодіжну збірні Швеції. Зіграв також чотири матчі у складі національної збірної Швеції. І хоча відмітився там двома забитими голами, та так і не зміг закріпитися у складі збірної.

## Особисте життя
Сімон — син Юнаса Терна, шведського футболіста, відомого своїми виступами за такі клуби, як «Мальме», «Бенфіка», «Наполі», «Рома», «Рейнджерс» та національну збірну Швеції у 80–90-их роках ХХ століття.

## Факти
24 вересня 2012 року під час Південного дербі Швеції між «Гельсінгборгом» та «Мальме» на стадіоні господарів «Олімпії» група фанатів господарів розгорнула баннер з написом "Simon Thern skall dö" (швед. Сімон Терн мусить померти). До переходу у «Мальме» Сімон Терн грав саме у складі «Гельсінгборга».

## Досягнення
Гельсінгборг
- Чемпіон Швеції: 2011
- Переможець Кубка Швеції: 2011
- Переможець Суперкубка Швеції: 2011

Мальме
- Чемпіон Швеції: 2013, 2014
- Переможець Суперкубка Швеції: 2013, 2014